# Nacionalni park Canaima
Nacionalni park Canaima (šp.: Parque Nacional Canaima)) je nacionalni park na jugoistoku Venezuele koji se proteže na 30.000 km² u saveznoj državi Bolivar, što ga čini drugim po veličini u državi (poslije NP Parima-Tapirapecó) i šestim nacionalnim parkom po veličini u svijetu (otprilike veličine Belgije). Park pokriva gotovo cijelu visoravan Gran Sabana, od rijeke Río Carrao i gorja Lema na sjeveru, te desne obale rijeke Caroni na zapadu do granica s Gvajanom i Brazilom na istoku. Gotovo 65% reljefa ovog područja prekrivaju blokovi prekambrijskog kvarcnog pješčenjaka koji imaju strme litice i gotovo potpuno ravne vrhove. Ove stijene, poznate kao tepui (pemonski za "kuća bogova"), potječu iz vremena kada su Južna Amerika i Afrika bile jedan superkontinent. Po svom sastavu tepui su najsličniji stijenama NP Monument Valley (Arizona), ali su dramatičniji, te bogatiji vegetacijom i životinjama. Najviši tepui u parku je tepui Roraima, česta meta alpinista, dok je najslavniji Auyán-tepui (slika desno) jer se s njega obaraju najviši slapovi na svijetu visine 1.002 m, Angelovi slapovi. 
Nacionalni park Canaima je osnovan 12. lipnja 1962., a proširen je do današnjih razmjera 1975. godine. God. 1994., je upisan na UNESCO-ov popis mjesta svjetske baštine u Amerikama kako bi se zaštitile njegova bioraznolikost s velikim brojem endema, ali i geološka jedinstvenost.
U parku posljednjih 10.000 godina obitava nekoliko indijanskih plemena, što potvrđuju dva arheološka lokaliteta stara oko 9.000 godina. Najbrojniji su Pemon indijanci koji su duhovno povezani s tepuima i smatraju ih za domove Mawari duhova. Pemoni su također organizirali i nekoliko kampova za posjetitelje koje uglavnom posjećuju turisti iz inozemstva. Park je uglavnom nedostupan s tek pokojim putem koji ga povezuje s nekim gradovima, najbliži grad je 600 km sjeverno od parka. Promet se uglavnom obavlja zrakoplovima na pistama koje su ustanovili različiti misionari kapucini, ili pješice i kanuima.

## Flora i fauna
U Nacionalnom parku obitava više od 300 endemskih vrsta biljaka koje se mogu naći samo na visoravni Gran Sabana, kao što su: Achnopogon, Chimantaea, Quelchia, i dr. Od mnogobrojnih vrsta insekata prisutni su endemi rodova: Bromelia, Drosera, Heliamphora i Utricularia.
Fauna je iznimno raznolika, ali ne obilna. Tu obitava 118 vrsta sisavaca, 550 vrsta ptica, 72 vrsta gmazova i 55 vrsta vodozemaca. Zabilježeno je tek 6 vrsta velikih sisavaca: divovska vidra, divovski mravojed (Myrmecophaga tridactyla), divovski pasanac (Priodontes maximus), oncila (Leopardus tigrinus), margaj (Leopardus wiedii) i šumski pas (Speothos venaticus); a od endema glodavac Podoxymys roraimae. Od ptica tu obitava 30 endemskih vrsta kao što su: kolibrići, harpija, tukani (Ramphastidae), crvenoramena ara (Diopsittaca nobilis), i dr.
- Panorama Gran Sabane u NP Canaime
- Tepui Roraima
- Tepui Wadaka-piapó i Yuruaní
- Canaima laguna
- Slapovi Chinak-Meru

## Vanjske poveznice
- Canaima na stranicama UNEP-a  Arhivirana inačica izvorne stranice od 10. srpnja 1997. (Wayback Machine) (engl.)
- Video o NP Canaima na stranicama UNESCO-a
- Canaima National Park (engl.)